# ماريو تيران
ماريو تيران سالازار (بالإسبانية: Mario Terán Salazar)‏ (من مواليد 9 أبريل 1942) هو ضابط صف من الجيش البوليفي نفذ إعدام تشي جيفارا عندما كان رقيبًا شابًا في عام 1967. لعب جيفارا، الثوري الماركسي الأرجنتيني الشهير، دورًا رئيسيًا في الثورة الكوبية، حيث أطاحت حركة 26 يوليو بقيادة فيدل كاسترو بالرئيس فولغينسيو باتيستا المدعوم من الولايات المتحدة واستبدلت حكومته بأخرى اشتراكية ثورية.

## حياة سابقة
ولد تيران في 9 أبريل 1941 بكوتشابامبا في بوليفيا. كان والده فيسنتي تيران تاجرًا، وكان قد بلغ السادسة والأربعين عندما ولد ماريو. أما والدته كانديلاريا سالازار فكانت في الخامسة والأربعين. لا يُعرف سوى القليل عن بداية حياة تيران.

## مهنة عسكرية وإعدام جيفارا
انضم تيران إلى الجيش في وقت ما قبل عام 1967، وفي ذلك الوقت كان رقيبًا في السرية «أ» في فوج مانشيغو في بوليفيا.
قبل ذلك بعامين، أرسل الرئيس الكوبي فيدل كاسترو تشي جيفارا لأمريكا الجنوبية لإثارة الحركات اليسارية في بلادها. خلال هذا الوقت اختفى تيران عن الأنظار وظل مكانه مجهولاً حتى أوائل عام 1967. في ذلك الوقت، تلقى منظم الشباب الشيوعي البوليفي لويولا غوزمان معلومات تحدد مكانه في بلدة صغيرة نائية بالقرب من حدود باراغواي. وبحسب ما ورد أخبر جيفارا غوزمان أنه يأمل في تحويل بوليفيا إلى منطلق للثورات الاشتراكية في البلدان المجاورة. في مارس من ذلك العام، اندلع قتال متقطع بين القوات المسلحة البوليفية ومجموعة غامضة من المقاتلين. سرعان ما انتشرت شائعات بأن المجموعة كان يقودها جيفارا نفسه، وبمجرد أن علمت قيادة الجيش البوليفي بذلك حتى قررت إلقاء القبض عليه. على مدار الصيف، قدم المسؤولون المحليون نصائح ساعدت القوات المسلحة البوليفية على تضييق موقعه. أخيرًا، في 8 أكتوبر، استسلم جيفارا للقائد غاري برادو سالمون بعد تبادل لإطلاق النار مع جنود بوليفيين.
عند إلقاء القبض على جيفارا، خطط برادو محاكمته عسكريًا. غير أن الرئيس البوليفي رينيه بارينتوس أمر بإعدامه في اليوم التالي. في الساعة 11:30 من ذلك اليوم، دخل تيران إلى غرفة المدرسة حيث كان غيفارا محتجزًا وأطلق عليه عدة رصاصات من بندقية إم 2 كاربين. تتعارض المصادر حول التفاصيل الدقيقة لهذا الإعدام، بما في ذلك كيفية اختيار تيران لتنفيذ الإعدام. تذكر بعض المصادر أن تيران تطوع لهذا الأمر. ذكرت مصادر أخرى، بما في ذلك شقيق جيفارا، أن تيران قد تم اختياره من قبل رؤسائه وأنه كان مترددًا في إطلاق النار على جيفارا. تختلف المصادر أيضًا حول عدد الطلقات التي أُطلقت، حيث قال البعض إن غيفارا قُتل برصاصتين بينما قال آخرون إن تيران أطلق عليه النار تسع مرات.
بعد ثلاثين عامًا من الخدمة العسكرية، تقاعد تيران كضابط صف.

## حياته اللاحقة
عاش تيران سنوات حياته الأخيرة باسمٍ مستعار في سانتا كروز دي لا سييرا، أكبر مدينة في بوليفيا، إلى جانب زوجته جوليا بيرالتا سالاس، التي تزوجها عام 1965، ورُزقا بستة أبناء – ولدين وأربع بنات.
في عام 2007، أفادت العديد من وسائل الإعلام أن تيران خضع لعملية إزالة المياه البيضاء المجانية التي قام بها أطباء كوبيون كجزء من عملية ميلاغرو. طلب أحد أبناء تيران من El Deber، وهي صحيفة محلية في سانتا كروز، نشر إشعار يشكر الأطباء نيابة عن والده. بعد أن علمت الحكومة الكوبية بما حدث، نشرت جرانما، الجريدة الرسمية للحزب الشيوعي الكوبي، افتتاحية باستخدام الحدث للترويج لإرث تشي جيفارا، وكتبت أنه «بعد أربعة عقود من محاولة ماريو تيران تدمير حلم وفكرة، تشي يعود للفوز بمعركة أخرى، ويستمر في النضال». أصبحت عملية عين تيران معروفة للعامة قبل حوالي أسبوع من الذكرى الأربعين لوفاة جيفارا.
كما ذكرت بعض التقارير في ذلك الوقت، لا سيما تلك الصادرة عن منشورات متعاطفة مع كوبا، أن تيران كان «شبه أعمى» قبل الإجراء وأنه شُفي من هذا العمى. ومع ذلك، في مقابلة عام 2014 مع صحيفة El Mundo الإسبانية نفى تيران هذه التقارير. وبينما أقر بأن الأطباء الكوبيين أزالوا إعتام عدسة عينيه، قال إنه لم يكن أعمى قط.
توفي ماريو تيران يوم 10 مارس 2022 عن ثمانين سنة.